# Битва при Микале
Битва при Микале — сражение, произошедшее в ходе греко-персидских войн 27 августа 479 года до н. э. около мыса Микале невдалеке от города Приена в Ионии.
Объединённый греческий флот, которым командовали спартанский царь Леотихид II и афинянин Ксантипп, пересёк Эгейское море, чтобы помочь освобождению от персидского владычества греческих городов Ионии. Персы не решились сразиться с врагом на море, и битва произошла на суше. Греки одержали полную победу, уничтожив практически всё войско противника; этому способствовал переход на сторону эллинов родственных им жителей ионийских городов, находившихся в персидской армии.
Битва при Микале стала первой победой греков над персами в Азии, а не на своей территории. Произошедшие примерно в одно время сражения при Платеях и Микале ознаменовали окончательное уничтожение собранной со всей территории империи Ахеменидов громадной по античным меркам армии и сделали возможным включение греческих городов Малой Азии в состав афинского морского союза. В последующие годы эллины смогли развить свой успех, завоёвывая укреплённые позиции на побережье Эгейского моря.

## Предыстория

Карта государства Ахеменидов

Греческие поселенцы появились на побережье Малой Азии в Ионии ещё во II тысячелетии до н. э. После разгрома Киром II Лидийского царства населённые греками города этой области попали под власть персидского «царя царей». После смерти Кира в 530 году до н. э. империю Ахеменидов часто сотрясали восстания покорённых народов, которые угрожали её целостности. Греческим повстанцам во время Ионийского восстания (499—493 гг. до н. э.) совместно с афинянами удалось захватить и сжечь важный город империи и столицу сатрапии Сарды. Попытка ионийских греков получить независимость окончилась неудачно. Персы жестоко наказали повстанцев. Ионийское восстание считается началом греко-персидских войн. Дарий, желавший отомстить участвовавшим в восстании и неподвластным его власти грекам, начал готовиться к войне по завоеванию европейской части Греции.
Дарий не успел осуществить свои планы. Поражение персидского войска при Марафоне и восстание в Египте вынудили персов отложить завоевание Эллады. В 480 году до н. э. сын Дария Ксеркс I перешёл Геллеспонт. После поражения флота при Саламине царь спешно уехал в свои владения. Кроме страха быть отрезанным от Азии, современные историки указывают ещё на один мотив, требовавший немедленного отбытия царя к себе на родину. Весть о крупном поражении персидского флота могла легко вызвать волнения внутри персидского государства. Большая часть персидской армии осталась на зимовку в Греции.
После битвы при Саламине и уничтожения персидского флота греки получили преимущество на море. Ранней весной 479 г. до н. э. союзный флот собрался около Эгины. На остров прибыли послы из греческих городов Ионии, с просьбой об их освобождении. Они говорили, что как только греческие силы появятся у берегов Ионии, все города восстанут против персидского ига, а на Хиосе уже началось восстание. Им удалось убедить командующего флотом спартанского царя Леотихида II, и флот отплыл сначала на Делос, а затем к Самосу.

## Перед битвой

На карте представлены Микале, Самос, Милет. Отображено изменение береговой линии на сегодняшний день по сравнению с временем битвы при Микале

Когда персы узнали, что греки на подходе, их флот не рискнул дать бой и отплыл из Самоса к материковому побережью. Там экипаж судов соединился с армией, оставленной Ксерксом для защиты Ионии под руководством Тиграна. Персы вытащили корабли на берег и построили укрепление. Узнав о бегстве персов, эллины были в нерешительности относительно дальнейших действий. Одни считали, что нужно плыть домой, другие предлагали направиться к стратегически важному Геллеспонту — проливу между Европой и Азией. В конечном итоге они решили плыть к материку и сразиться с персами. Подплыв к берегу, эллины увидели войско, выстроенное в боевом порядке. Леотихид II обратился к ионянам, которые были вынуждены воевать на стороне Ксеркса, со словами:
Ионяне! [...] Когда начнётся битва, пусть каждый из вас помнит прежде всего о своей свободе [...] А кто меня не слышит, тому пусть передаст это слышавший меня
Таким образом, он повторил хитрость Фемистокла перед битвой при Саламине, направленную на то, чтобы либо отколоть ионян от вражеского войска, либо посеять к ним недоверие со стороны командования. Это снова сработало: персы разоружили самосцев, а милетян отправили охранять проходы, ведущие к вершине Микале.
После этого эллины высадились на берег и стали готовиться к битве. Диодор Сицилийский и Геродот пишут о том, как военачальники ободряли свои войска перед битвой. Леотихид II, не зная, чем закончилась происходившая в те дни в материковой Греции битва при Платеях, распустил слух о победе эллинов, чтобы повысить их боевой дух. Командир персов объявил, что к ним скоро должен прибыть сам Ксеркс.

## Силы сторон

### Греческие силы
Согласно Геродоту, флот эллинов под командованием Леотихида II и Ксантиппа насчитывал 110 кораблей, а согласно Диодору — 250. Современные историки по-разному относятся к приведённым «отцом истории» данным о численности греческих и персидских сил. Учитывая невозможность перепроверить цифры, степень их достоверности оценивается сравнительными методами. За год до описываемых событий греки победили флот Ксеркса при Саламине. Участвовавший в том сражении Эсхил в трагедии «Персы» пишет о 310 кораблях, а Геродот о 378. Соответственно, современные историки не ставят под сомнение возможность для греков снарядить 110 трирем. Холланд, учитывая разночтения у Геродота и Диодора, предполагает, что у Леотихида было 110 кораблей. После присоединения афинян, которые обладали самым мощным во всей Элладе флотом, у союзников оказалось 250 трирем.
Хотя афиняне и выставили 8 тысяч воинов для проходившей практически одновременно с Микальской битвы при Платеях, у них оставалось достаточно ресурсов для снаряжения мощного флота. В городе проживало много фетов (граждан с низкими доходами), которые не могли купить тяжёлое вооружение, необходимое для сухопутного боя. Именно они и становились гребцами на судах. Экипаж каждой триремы в среднем состоял из 200 человек, включая 14 тяжеловооружённых воинов. Таким образом, греческие силы могли насчитывать не менее 22 тысяч человек.

### Армия персов
Флот персов состоял из уцелевших после Саламинской битвы кораблей. По утверждению Геродота, вместе с ионийскими кораблями их флот насчитывал 300 трирем. Из них финикийские корабли были отправлены домой. Тот факт, что персы решили не вступать в морской бой с эллинами, а высадиться на сушу, говорит об отсутствии у них преимуществ на море.
Сухопутные силы в Микале насчитывали, согласно Диодору 100 тысяч, а согласно Геродоту 60 тысяч под руководством Тиграна. Современные историки соглашаются, что у персов под Микале могло быть 60 тысяч человек (экипаж 200—300 судов и оставленная Ксерксом армия в Ионии для подавления возможных восстаний).

## Битва

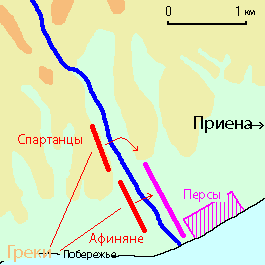
Схема битвы при Микале

Союзники выстроились двумя колоннами. Афиняне, коринфяне, сикионцы и трезенцы находились ближе к берегу, а спартанцы и воины из других городов ближе к горе. Афиняне наступали по ровной поверхности береговой линии, а спартанцы были вынуждены идти через ущелья и горы. Первыми бой начали афиняне и их соседи на правом крыле. Они сумели обратить персов в бегство. Появившиеся вскоре спартанцы довершили победу.
Разоруженные ранее самосцы, увидев, на чью сторону склоняется победа, начали делать всё возможное, чтобы помочь эллинам. Остальные ионяне тоже стали атаковать персов. Милетяне, которых оставили для охраны проходов, чтобы при поражении остатки персидского войска смогли найти убежище на высотах Микале, повели отступающих другими дорогами и в конце концов стали открыто нападать на персов.
Геродот не указывает количество павших воинов с обеих сторон, говоря лишь о том, что пало много эллинов, в особенности сикионцев. Диодор оценивает потери персов в 40 тысяч человек. Лишь незначительной части проигравших удалось спастись и добраться до Сард.
После сражения у эллинов состоялся военный совет. Леотихид II предложил переселить ионийцев на территорию европейской части Греции, так как не считал возможным всё время защищать их от персов. Против этого предложения резко выступили афиняне. По их мнению, Иония должна была стать оплотом против варваров, сохранение этой области было необходимо для контроля над Эгейским морем и морской торговлей. Сами ионийцы слышать не хотели о насильственном переселении. Приняв в общегреческий союз освобождённых самосцев, хиосцев и лесбосцев, флот отплыл к Геллеспонту.

## Значение битвы для дальнейшего хода греко-персидских войн
Практически одновременно с битвой при Микале произошло сражение при Платеях, в котором греки также сумели победить персов. Эти два сражения означали полный разгром персидской армии. Если битва при Марафоне показала грекам, что персов возможно победить, а морское сражение при Саламине спасло Элладу от уничтожения, то битвы при Платеях и Микале привели к уничтожению вражеского войска.
Битва при Микале стала первой победой греков над персами в Азии, а не на своей территории на Балканском полуострове. После этого эллины могли вести уже не оборонительные, а наступательные военные действия..
Гибель армии, которая обеспечивала власть персидского царя на территории греческих городов Малой Азии, привела к их отпадению от империи Ахеменидов. Полисы ионян стали частью афинского морского союза. Следующие годы были ознаменованы последовательными завоеваниями укреплённых позиций империи Ахеменидов на восточном побережье Эгейского моря. Следующее сражение между крупными силами персов и греков произошло только через 13 лет при Эвримедонте.